# ولگتور
ولگتور (به انگلیسی: Velgatoor) یک روستا در هند است که در تلانگانا واقع شده‌است.